# 埃尔克顿 (南达科他州)
埃尔克顿（英語：Elkton）是美国南达科他州下属的一座城市。根据2010年美国人口普查，该市有人口742人。论人口在本州排行第84。